# Paralastor aterrimus
Paralastor aterrimus är en stekel som förekommer i Australien och som beskrevs 1919 av Rowland E. Turner. Arten ingår i det australiska släktet Paralastor och familjen Eumenidae. Inga underarter finns listade i Catalogue of Life.